# Calx
Genre
Calx est un genre de collemboles de la famille des Entomobryidae.

## Distribution
Les espèces de ce genre se rencontrent en Amérique et en Asie du Sud.

## Liste des espèces
Selon Checklist of the Collembola of the World (version du 6 septembre 2019) :
- Calx cubensis (Folsom, 1927)
- Calx kailashi Mandal, 2018
- Calx luthuli Rapoport & Rubio, 1968
- Calx neryi Soto-Adames, 2002
- Calx sabulicola (Mills, 1931)

## Publication originale
- Christiansen, 1958 : The Nearctic members of the genus Entomobrya (Collembola). Bulletin of the Museum of Comparative Zoology, vol. 118, no 7, p. 437-545 (texte intégral).